# Ixtapan del Oro
Ixtapan del Oro är en kommun i Mexiko. Den ligger i västra delen av delstaten Mexiko, nära gränsen till Michoacán, och cirka 120 km sydväst om huvudstaden Mexico City. Den administrativa huvudorten i kommunen är Ixtapan del Oro.
Kommunen tillhör regionen Valle de Bravo och hade sammanlagt 6 629 invånare vid folkräkningen 2010 och kommunens area är 101,35 kvadratkilometer. Ixtapan del Oro är en av de minst befolkade kommunerna i delstaten.
Det är okänt när exakt som kommunen grundades, men antagligen efter 1852 och senast 1870. Kommunpresident sedan 2016 är Francisco García Morales från Nationella aktionspartiet (PAN).

## Orter
De fem största samhällena i Ixtapan del Oro var enligt följande vid folkräkningen 2010.
1. Miahuatlán de Hidalgo, 982 invånare.
2. Ixtapan del Oro, 963 invånare.
3. Ejido de Miahuatlán, 781 invånare.
4. Tutuapan, 693 invånare.
5. La Calera de los Gallos, 559 invånare.